# Nikołaj Trubilin
Nikołaj Timofiejewicz Trubilin (ros. Николай Тимофеевич Трубилин, 1929–2009) – radziecki lekarz, działacz państwowy i partyjny.

## Życiorys
W 1953 ukończył Rostowski Instytut Medyczny, od 1953 pracował jako lekarz na placówkach administracyjno-gospodarczych i w instytucjach ochrony zdrowia w obwodzie rostowskim, od 1959 należał do KPZR. W 1977 został kierownikiem obwodowego oddziału ochrony zdrowia, od 1978 do kwietnia 1983 był zastępcą ministra, a od 21 kwietnia 1983 do 6 stycznia 1986 ministrem ochrony zdrowia RFSRR, od 6 stycznia 1986 do 24 maja 1990 był zastępcą przewodniczącego Rady Ministrów RFSRR. Pracował w obwodowej organizacji ochrony zdrowia i higieny socjalnej. Od 25 lutego 1986 do 2 lipca 1990 był członkiem Centralnej Komisji Rewizyjnej KPZR. Pochowany na cmentarzu "Rakitki".